# Nederlandse kampioenschappen schaatsen sprint 1985
De Nederlandse kampioenschappen sprint 1985 voor mannen en vrouwen vormden een schaatsevenement dat onder auspiciën van de KNSB over de sprintvierkamp (2x 500, 2x 1000 meter) werd verreden. Het vond plaats in het weekend van 5 en 6 januari op de onoverdekte ijsbaan Vechtsebanen in Utrecht. Voor de mannen was het de zestiende editie, voor de vrouwen de derde.
De NK sprint was voor de Nederlanders het eerste kampioenschap dit seizoen dat vervolgde met de EK (v) (12 + 13 januari), EK (m) (26 + 27 januari), NK allround (m/v) (2 + 3 februari), WK allround (v) (9 + 10 februari), WK allround (m) (16 + 17 februari) en de WK sprint (m/v) (23 + 24 februari).
Mannen
Het maximale aantal van 24 deelnemers nam deel, waaronder vier kampioenen en zes debutanten. De titel werd geprolongeerd door Hein Vergeer. Voor het tweede jaar op rij eindigde Geert Kuiper als tweede. Plaats drie werd ingenomen door Hilbert van der Duim, in 1983 was hij ook de derde man. Jan Ykema, de kampioen van 1982 eindigde als twaalfde na een buiteling in de slotronde op de tweede 1000 meter. Na drie afstanden stond hij aan de leiding in het tussenklassement. Lieuwe de Boer (kampioen in 1981) en Sies Uilkema (kampioen in 1983) kenden geen eindklassering vanwege hun diskwalificatie op de eerste 1000 meter. De twaalf te verdelen afstandmedailles werden door vijf verschillende rijders behaald.
Vrouwen
Er namen twintig deelneemsters deel, waaronder twee kampioenen en vier debutanten. Het eindpodium kende hetzelfde trio als in 1984. De titel werd geprolongeerd door Yvonne van Gennip, ze deed dit met vier afstandsoverwinningen, hetgeen bij een NK sprint alleen Jan Bazen in 1971 bij de mannen voor haar deed. De plaatsen twee en drie werden deze editie omgekeerd ingevuld, Alie Boorsma, de kampioene van 1983, werd nu tweede en Els Meijer nam de derde plaats in. De twaalf te verdelen afstandmedailles werden door zes verschillende rijdsters behaald.
WK sprint
Voor de WK sprint kwalificeerden de beide kampioenen, Hein Vergeer en Yvonne van Gennip, zich direct met het behalen van de titel. De resterende startplaatsen (2 bij de mannen, 1 bij de vrouwen) dienden bij een slectiewedstrijd ingevuld te worden. In Inzell in het weekend van 9 en 10 februari kwalificeerden Hilbert van der Duim en Geert Kuiper zich bij de mannen. Ook in Inzell in het weekend van 16 en 17 februari kwalificeerde Alie Boorsma zich. Bij de WK verving reserve Thea Limbach kampioene Van Gennip die zich wegens ziekte moest terug trekken.

## Afstandmedailles
Mannen
| Afstand  | 1e                   | 2e                   | 3e           |
| -------- | -------------------- | -------------------- | ------------ |
| 1e 500m  | Geert Kuiper         | Jan Ykema            | Hein Vergeer |
| 1e 1000m | Hein Vergeer         | Hilbert van der Duim | Jan Ykema    |
| 2e 500m  | Jan Ykema            | Lieuwe de Boer       | Geert Kuiper |
| 2e 1000m | Hilbert van der Duim | Hein Vergeer         | Geert Kuiper |

Vrouwen
| Afstand  | 1e                           | 2e           | 3e            |
| -------- | ---------------------------- | ------------ | ------------- |
| 1e 500m  | Yvonne van Gennip            | Alie Boorsma | Boukje Keulen |
| 1e 1000m | Yvonne van Gennip            | Ria Visser   | Thea Limbach  |
| 2e 500m  | Yvonne van Gennip Els Meijer |              | Alie Boorsma  |
| 2e 1000m | Yvonne van Gennip            | Thea Limbach | Ria Visser    |

## Eindklassementen

### Mannen
| Rang   | Schaatser            | Punten         | 500m           | 1000m        | 500m          | 1000m              |
| ------ | -------------------- | -------------- | -------------- | ------------ | ------------- | ------------------ |
| Goud   | Hein Vergeer         | 156.840 BR, CR | 1.39,42 (3)    | 1.18,48 (1)  | 39,23 (4)     | 1.17,90 (2)        |
| Zilver | Geert Kuiper         | 157.490        | 1.39,19 (1)    | 1.19,38 (5)  | 39,09 (3)     | 1.19,04 (3)        |
| Brons  | Hilbert van der Duim | 157.515        | 1.39,88 (6)    | 1.18,67 (2)  | 39,48 (5)     | 1.17,77 (1) BR, CR |
| 4      | Frits Schalij        | 159.435        | 1.40,02 (8)    | 1.19,26 (4)  | 40,02 (7)     | 1.19,53 (4)        |
| 5      | Harm van der Pal     | 160.065        | 1.40,08 (10)   | 1.20,02 (7)  | 40,10 (8)     | 1.19,75 (5)        |
| 6      | Ron Ket              | 160.870        | 1.39,96 (7)    | 1.21,40 (10) | 39,78 (6)     | 1.20,86 (10)       |
| 7      | Ben van der Feltz    | 161.220        | 1.39,78 (4)    | 1.19,81 (6)  | 40,44 (11)    | 1.22,19 (17)       |
| 8      | Hans Janssen         | 161.225        | 1.40,34 (12)   | 1.20,58 (8)  | 40,42 (10)    | 1.20,35 (8)        |
| 9      | Emiel Hopman         | 162.740 pr     | 1.41,20 (20)   | 1.20,89 (9)  | 41,01 (17) pr | 1.20,13 (6) pr     |
| 10     | Jaco Mos             | 163.180        | 1.40,04 (9)    | 1.22,18 (14) | 41,24 (20)    | 1.21,62 (12)       |
| 11     | Jan Nieuwenhuizen    | 163.305        | 1.41,30 (23)   | 1.21,72 (15) | 40,93 (15)    | 1.20,43 (9)        |
| 12     | Jan Ykema            | 163.710        | 1.39,33 (2)    | 1.19,06 (3)  | 38,67 (1) BR  | 1.32,36 (21) *     |
| 13     | Victor van den Hoff  | 164.290        | 1.41,04 (17)   | 1.21,65 (12) | 41,34 (21)    | 1.22,17 (16)       |
| 14     | Peter de Kant        | 164.350 pr     | 1.41,16 (18)   | 1.21,60 (11) | 41,37 (22)    | 1.22,04 (15)       |
| 15     | Bauke Jonkman        | 164.390        | 1.41,18 (19)   | 1.23,11 (18) | 40,66 (13)    | 1.21,99 (14)       |
| 16     | Robert Vunderink     | 164.445        | 1.41,23 (21)   | 1.23,11 (18) | 41,05 (18)    | 1.21,22 (11)       |
| 17     | Henk Groen           | 164.510 pr     | 1.41,29 (22)   | 1.22,51 (17) | 41,15 (19)    | 1.21,63 (13)       |
| 18     | Peter van Leeuwen    | 165.090        | 1.40,96 (16)   | 1.22,18 (14) | 40,94 (16)    | 1.24,20 (19)       |
| 19     | Tjerk Terpstra       | 166.050        | 1.40,82 (15)   | 1.24,50 (21) | 40,69 (14)    | 1.24,58 (20)       |
| 20     | Ronald Westra        | 184.730        | 1.40,72 (14)   | 1.23,97 (20) | 40,51 (12)    | 2.03,03 (22) *     |
|        | Lieuwe de Boer       | 120.155        | 1.39,78 (4)    | DQ           | 39,02 (2)     | 1.22,71 (18)       |
|        | Sies Uilkema         | 120.455        | 1.40,10 (11)   | DQ           | 40,29 (9)     | 1.20,13 (6)        |
|        | Leo van Geest        | 081.890        | 1.40,70 (13)   | 1.22,16 (6)  | DNS           |                    |
|        | Henk Hospes          | 083.090        | 1.23,09 (24) * | DNS          |               |                    |

BR = baanrecord
CR = kampioenschapsrecord
pr = persoonlijk record
DNS = niet gestart
DQ = gediskwalificeerd
* = met val

### Vrouwen
| Rang   | Schaatsster                     | Punten             | 500m       | 1000m          | 500m             | 1000m              |
| ------ | ------------------------------- | ------------------ | ---------- | -------------- | ---------------- | ------------------ |
| Goud   | Yvonne van Gennip               | 171.285 BR, CR, pr | 43,30 (1)  | 1.25,93 (1) BR | 42,63 (1) BR, CR | 1.24,78 (1) BR, CR |
| Zilver | Alie Boorsma                    | 174.320            | 43,36 (2)  | 127,44 (4)     | 43,53 (3)        | 1.27,42 (4)        |
| Brons  | Els Meijer                      | 174.910 pr         | 43,82 (4)  | 1.28,94 (7)    | 42,63 (1) BR, CR | 1.27,98 (5)        |
| 4      | Ria Visser                      | 174.920 pr         | 44,14 (5)  | 1.26,92 (2)    | 43,77 (5)        | 1.27,10 (3)        |
| 5      | Thea Limbach                    | 175.700            | 44,44 (7)  | 1.27,42 (3)    | 44,06 (7)        | 1.26,96 (2)        |
| 6      | Boukje Keulen                   | 176.700            | 43,44 (3)  | 1.28,78 (5)    | 43,93 (6)        | 1.29,88 (11)       |
| 7      | Trijnie Nieuwenhuis             | 178.260            | 44,68 (10) | 1.31,07 (12)   | 43,64 (4)        | 1.28,81 (6)        |
| 8      | Grietje Mulder                  | 178.430 pr         | 44,47 (8)  | 1.30,00 (9)    | 44,55 (11)       | 1.28,82 (7)        |
| 9      | Marieke Stam                    | 178.490            | 44,32 (6)  | 1.29,03 (8)    | 44,07 (8)        | 1.31,17 (15)       |
| 10     | Coby Borst                      | 178.635            | 44,64 (9)  | 1.28,81 (6)    | 44,97 (14)       | 1.29,24 (8)        |
| 11     | Ingrid Haringa                  | 179.955            | 44,73 (11) | 1.31,47 (15)   | 44,41 (10)       | 1.30,16 (12)       |
| 12     | Erna Uitham                     | 180.275 pr         | 44,77 (12) | 1.31,84 (16)   | 44,23 (9)        | 1.30,71 (13)       |
| 13     | Yvonne van der Lienden-Ottenhof | 180.325 pr         | 45,30 (16) | 1.30,24 (10)   | 45,04 (15)       | 1.29,73 (9)        |
| 14     | Petra Moolhuizen                | 180.990 pr         | 44,84 (13) | 1.30,62 (11)   | 45,91 (17)       | 1.29,86 (10)       |
| 15     | Marja Struick                   | 181.155            | 44,86 (14) | 1.31,36 (13)   | 44,83 (12)       | 1.31,57 (17)       |
| 16     | Christine Aaftink               | 181.745            | 45,01 (15) | 1.31,93 (17)   | 44,84 (13)       | 1.31,86 (18)       |
| 17     | Alida Pasveer                   | 183.585            | 45,94 (18) | 1.31,41 (14)   | 46,46 (20)       | 1.30,96 (14)       |
| 18     | Geja Rosing                     | 183.705 pr         | 45,71 (17) | 1.32,61 (18)   | 45,69 (16)       | 1.30,00 (19)       |
| 19     | Ingrid Paul                     | 184.935            | 46,60 (20) | 1.32,94 (19)   | 46,16 (19)       | 1.31,41 (16)       |
| 20     | Anita Loorbach                  | 186.710            | 46,23 (19) | 1.34,89 (20)   | 45,96 (18)       | 1.34,15 (20)       |

BR = baanrecord
CR = kampioenschapsrecord
pr = persoonlijk record